# Enolasa

L'enolasa o fosfopiruvat hidratasa (CE 4.2.1.11) és un metaloenzim que catalitza la conversió de 2 fosfoglicerats de fosfoenolpiruvat durant la glucòlisi. L'enzim també pot catalitzar la reacció inversa, segons la concentració de substrat en el medi. L'enolasa es troba en tots els teixits i organismes capaços de glucòlisi o fermentació. Va ser descoberta per Lohmann i Meyerhof el 1934.

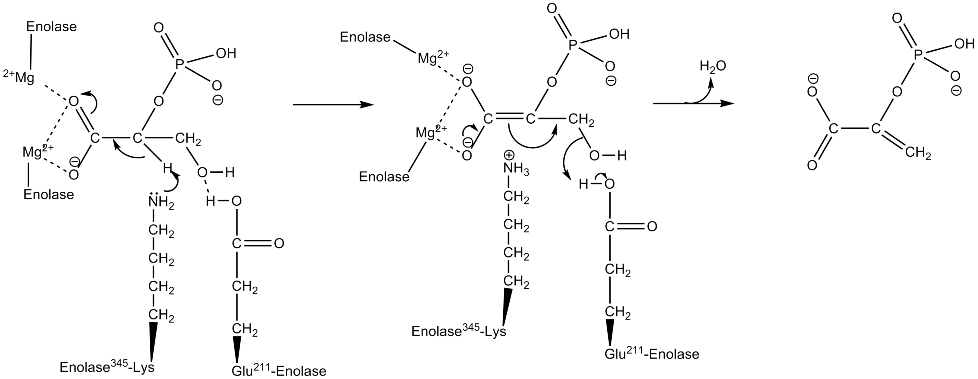
Mecanisme d'acció de l'enolasa

## Característiques
L'enolasa té tres subunitats α, β i γ, que poden combinar-se formant dímers´,són Isoenzymes; les combinacions possibles són cinc: αα, αβ, αγ, ββ i γγ. Té un pes molecular de 82-100 kDa, depenent de l'isoforma. L'enzim és globular i compacte a causa de les interaccions entre dos dominis hidròfobs. Actua a un pH òptim de 6,5.